# ToBuCo専門学校
ToBuCo専門学校（とぶこせんもんがっこう、英称:ToBuCo VOCATIONAL COLLEGE）とは、岐阜県岐阜市にある私立の専修学校、日本語学校である。

## 概要
- 学校法人中部いちい学園が運営する専修学校である。元々は情報ビジネスの専門学校であったが、2009年から留学生の受け入れを開始。留学生専門課程もあり、現在は生徒の多くは留学生である。
- 日本語学科があり、日本語教育振興協会認定の日本語教育機関でもある。

## 学科

### 専修学校専門課程
- ビジネス総合科　（2年制）
- メディカル総合科　（2年制）

### 日本語教育機関
- 日本語学科　（日本語進学2年科・日本語進学1.5年科）

## 沿革
- 1983年(昭和58年) -  岐阜県高砂町2-8[注釈 1]に東海ビジネス専門学校として開校。
- 1999年(平成11年) - 雇用促進事業団委託訓練を開始。
- 2000年(平成12年) - インターンシップ制度を開始。
- 2003年(平成15年) - 医薬事務ToBuCoカレッジに改称する。
- 2009年(平成21年) - 岐阜市吹上町1-20へ移転。ToBuCo専門学校に改称する。留学生の受入を開始。
- 2013年(平成25年) - 学校法人名を学校法人夕陽丘学院から学校法人中部いちい学園に変更。

## アクセス
- 名古屋鉄道名古屋本線各務原本線名鉄岐阜駅より徒歩約16分
- JR東海東海道本線・高山本線岐阜駅より徒歩約16分
- 岐阜バス岐北線・岐阜高富線・美江寺穂積線・北方河渡線、鍵屋バス停より徒歩4分。
  - JR岐阜駅バスターミナル及び名鉄岐阜のりばよりG30森屋・G51西鏡島・G66巣南庁舎・G61芝原6丁目ゆき